# Glasovik
Glasovik (cyr. Гласовик) – wieś w Serbii, w okręgu toplickim, w mieście Prokuplje. W 2011 roku liczyła 69 mieszkańców.